# Tropidia incana
Tropidia incana är en tvåvingeart som beskrevs av Townsend 1895. Tropidia incana ingår i släktet eldblomflugor, och familjen blomflugor.
Artens utbredningsområde är Colorado. Inga underarter finns listade i Catalogue of Life.